# Raven (banda)
Raven é uma banda de heavy metal inglesa que construiu grandes álbuns na década de 80 e deu importantes contribuições para o speed metal.
Uma das mais rápidas da NWOBHM. Seus três primeiros discos são irrepreensíveis e o duplo ao vivo Live at the inferno mostra toda a fúria deste power-trio. Em determinado ponto da carreira quiseram amaciar seu poderoso som percebendo logo em seguida que isso era uma besteira. Logo após dois discos comedidos (Stay Hard e The Pack is Back), voltaram com o razoável Life is a Bitch, conseguindo depois a redenção com o ótimo Nothing Exceeds Like Excess.

## História
A banda Raven foi formada em 1974 pelo irmãos Mark (guitarra e vocal) e John Gallagher (baixo e vocal) em Newcastle, Inglaterra. Eles chamaram alguns amigos para tocarem alguns covers de Deep Purple e Status Quo, até começam a criar seu material próprio. A banda se estabilizou com Mark, John, Paul Bowden (guitarra e vocal) e Mick Kenworthy (bateria).
Eles tocaram muito em pubs ingleses, quando Mick saiu da banda em 78. Em seu lugar entrou Sean Taylor. Já em 79 foi a vez de Paul sair da banda e entrar Pete Shore, que em pouco tempo saiu da banda, dando lugar para Rob Hunter. Já como power-trio e com uma sonoridade própria, o Raven, eles lançaram um single de nome "Don’t Need Your Money" pela pequena gravadora Neat Records. Após divulgarem o single chegaram a abrir shows de Iron Maiden e Whitesnake.
Em 1981, foi lançado "Rock Until You Drop", o primeiro álbum da banda. Com ele a banda pôde tocar por quase toda a Europa. No próximo ano, saiu o álbum "Wiped Out". Com composições bastante rápidas, é um dos álbuns preferidos entre os fãs. Saiu também o single "Crash Bang Wallop". Depois, trabalhando com Michael Wagner e Udo Dirkschneider (Accept, UDO) gravaram o álbum "All For One" tocando no festival de Aardschock na Países Baixos, e fizeram sua primeira tour nos Estados Unidos, com o Metallica abrindo seus shows, e assinando com a Megaforce para seu terceiro trabalho, All For One lançado em 1983.
Em 1984, quando o Anthrax abria seus show, o Raven gravou um ótimo show e soltou o álbum ao vivo "Live At The Inferno" o último. Contratados pela gravadora Atlantic, a banda muda radicalmente seu estilo musical para um som mais glam, e gravam seu primeiro álbum pela nova gravadora em 1985, "Stay Hard". A banda faz seu primeiro clipe para o single "On & On".
O próximo álbum foi o "The Pack Is Back", tem a produção do renomado produtor Eddie Kramer (Kiss, Led Zeppelin). Esse álbum talvez seja o álbum mais comercial já lançado pela banda. Nessa tour, a banda abriu para o Judas Priest que divulgava o álbum "Turbo";
Em 1987, a banda lançou "Life’s A Bitch". Após a tour desse álbum, Rob saiu da banda e em seu lugar entrou Joe Hasselvander do Pentagram. Em 1989, a banda assinou com a Relativity Records para gravar "Nothing Exceeds Like Excess", que marcou o retorno do Raven a seu som rápido e pesado.
No início da década de 90 a banda lançou "Architect Of Fear" e logo após "Heads Up!" (1992), que não obtiveram grande sucesso. Em 1994, então, a banda lançou "Glow", álbum que mudou um pouco o estilo da banda e que contém um cover para "The Rocker", música do Thin Lizzy. No ano de 1995, a banda lançou outro registro ao vivo, que levou o nome de "Destroy All Monsters - Live In Japan", álbum excelente, contendo grandes músicas do Raven, que inclusive foi lançado recentemente no Brasil via Hellion Records.
O próximo álbum da banda foi "Everything Louder", que teve uma grande tour. Apesar disso, o Raven nunca mais foi a mesma banda da época de "Life’s A Bitch" ou outros grandes álbuns dos anos 80.
Em 2000, a banda lança o álbum One For All.
Em 2001, o guitarrista Mark Gallagher sofreu um grave acidente esmagando suas pernas, o que levou a banda a um hiato de 4 anos.
Em 2009, o Raven, com Mark totalmente recuperado, eles voltam às atividades com seu 12º álbum de estúdio, o ótimo Walk Through Fire.
Em 2014, a banda abre apara o Metallica na tour sulamericana, tocando para quase 70 mil pessoas.
Em 2015, após uma campanha na internet pela Kickstarter, o Raven consegue dinheiro para lançar ExtermiNation, álbum que traz o Raven definitivamente de volta a suas raízes da NWOBHM.
Em 2020 a banda lança "Metal City" pela gravadora SPV/Steamhammer, contando com os irmãos Gallagher e Mike Heller na bateria. Para promover o álbum foi disponibilizado no Youtube o Lyric Video da música Top Of The Mountain.

## Integrantes da Banda

### Integrantes
- John Gallagher - baixo, vocais (1974-presente)
- Mark Gallagher - guitarra (1974-presente)
- Joe Hasselvander - bateria (1988-presente)

### Ex-integrantes
- Rob "Wacko" Hunter – bateria (1979–1987)
- Paul Bowden – guitarra (1975–1979)
- Sean Taylor– bateria (1977–1979)
- Pete Shore – guitarra (1979–1980)
- Mick Kenworthy – bateria (1976–1977)
- Paul Sherrif – bateria (1975–1976)

## Discografia
| - 1981 - Rock Until You Drop - 1982 - Wiped Out - 1983 - All For One - 1985 - Stay Hard - 1986 - The Pack is Back - 1987 - Life's a Bitch - 1988 - Nothing Exceeds Like Excess - 1991 - Architect of Fear - 1994 - Glow - 1997 - Everything Louder - 2000 - One For All - 2009 - Walk Through Fire - 2015 - ExtermiNation | - 1984 - Live At Inferno - 1996 - Destroy All Monsters - 1986 - Mad - 1992 - Heads Up - 1990 - Unreleased Tracks - 1999 - Raw Tracks - 2002 - All Systems Go!: The Neat Anthology |